# 하이페리온 건담
하이페리온 건담(영어: Hyperion Gundam, 일본어: ハイペリオンガンダム)은 만화 《기동전사 건담 SEED X ASTRAY》에 등장하는 모빌 슈트(MS)로 분류되는 가공의 유인 조종식 인간형 로봇 병기이다. "하이페리온"은 "높은 하늘을 달리는 자"라는 의미를 가지고 있는 그리스 신화에 등장하는 신 "히페리온"에서 유래하였다. 미디어나 관련 상품에서는 "하이페리온 건담"이라고 호칭되지만, 《기동전사 건담 SEED ASTRAY》 시리즈 작품 내에서는 다른 건담 타입의 모빌 슈트와 마찬가지로 "건담"을 생략하고 "하이페리온"이라고 호칭된다.
메카닉 디자인은 오오카와라 쿠니오가 담당하였다.

## 같이 보기
- 건담 시리즈의 병기 목록